# Toxoproctis icoinnotata
Toxoproctis icoinnotata är en fjärilsart som beskrevs av Collenette 1947. Toxoproctis icoinnotata ingår i släktet Toxoproctis och familjen tofsspinnare. Inga underarter finns listade i Catalogue of Life.